# Jo Durie
Pour les articles homonymes, voir Durie.
Jo Durie (née le 27 juillet 1960 à Bristol, Angleterre) est une joueuse de tennis britannique, professionnelle de 1977 à 1995.

## Carrière tennistique
Meilleure représentante de son pays dans les années 1980, cette grande spécialiste du service-volée (1,83 m) réalise sa plus belle saison en 1983, qu'elle conclut au 6e rang mondial. Cette année-là, outre un quart de finale à l'Open d'Australie, elle se hisse dans le dernier carré à Roland-Garros et à l'US Open (respectivement sortie par Mima Jaušovec et Chris Evert) et décroche deux titres WTA en simple, à Mahwah et Sydney.
Jo Durie a remporté cinq tournois en double dames pendant sa carrière, dont deux aux côtés d'Anne Hobbs. En 1987, elle a gagné en double mixte à Wimbledon, associée à Jeremy Bates, puis en 1991 à l'Open d'Australie avec le même partenaire : elle demeure à ce jour la dernière Britannique à s'être imposée dans une épreuve du Grand Chelem.
Opérée à de multiples reprises aux deux genoux, elle interrompt la compétition en 1995, à presque 35 ans, au 2e tour de Wimbledon où elle est invitée par les organisateurs : alors retombée à la 326e place, elle est battue par Jana Novotná, non sans avoir auparavant éliminé Alexia Dechaume (85e) en deux sets.
Elle a été sélectionnée chaque année en Coupe de la Fédération de 1981 à 1995 et en Wightman Cup (1979, 1981-1989). Elle compte enfin des victoires face à des adversaires prestigieuses, telles que Graf, Garrison, Huber, Shriver, Austin, Mandlíková ou Katerina Maleeva.
Après avoir commenté des matchs pour BBC et Eurosport, elle a été l'entraîneur d'Elena Baltacha (sa compatriote) et s'illustre chaque année depuis 1996 dans l'épreuve senior du double dames à Wimbledon.

## Palmarès

### Titres en simple dames
| No | Date       | Nom et lieu du tournoi               | Catégorie | Dotation  | Surface      | Finaliste       | Score         |          |
| -- | ---------- | ------------------------------------ | --------- | --------- | ------------ | --------------- | ------------- | -------- |
| 1  | 22-08-1983 | Virginia Slims of New Jersey, Mahwah |           | 125 000 $ | Dur (ext.)   | Hana Mandlíková | 2-6, 7-5, 6-4 | Parcours |
| 2  | 21-11-1983 | NSW Building Society, Sydney         |           | 150 000 $ | Gazon (ext.) | Kathy Jordan    | 6-3, 7-5      | Parcours |

### Finales en simple dames
| No | Date       | Nom et lieu du tournoi                  | Catégorie | Dotation  | Surface         | Vainqueure       | Score         |          |
| -- | ---------- | --------------------------------------- | --------- | --------- | --------------- | ---------------- | ------------- | -------- |
| 1  | 02-06-1980 | Kent Championships, Beckenham           |           | 14 000 $  | Gazon (ext.)    | Andrea Jaeger    | 6-4, 6-1      | Parcours |
| 2  | 22-02-1982 | Avon Futures of Carolina, Greenville    | Futures   | 40 000 $  | Dur (int.)      | Cláudia Monteiro | 6-4, 3-6, 6-4 | Parcours |
| 3  | 17-10-1983 | Daihatsu Challenge, Brighton            |           | 150 000 $ | Moquette (int.) | Chris Evert      | 6-1, 6-1      | Parcours |
| 4  | 16-07-1990 | Virginia Slims of Newport, Newport (RI) | Tier III  | 225 000 $ | Gazon (ext.)    | Arantxa Sánchez  | 7-6, 4-6, 7-5 | Parcours |

### Titres en double dames
| No | Date       | Nom et lieu du tournoi              | Catégorie | Dotation  | Surface         | Partenaire        | Finalistes                      | Score         |          |
| -- | ---------- | ----------------------------------- | --------- | --------- | --------------- | ----------------- | ------------------------------- | ------------- | -------- |
| 1  | 04-06-1979 | Kentish Times Tournament Beckenham  |           | 8 600 $   | Gazon (ext.)    | Debbie Jevans     | Elizabeth Little Kerryn Pratt   | 6-1, 6-4      | Parcours |
| 2  | 07-06-1982 | Edgbaston Cup Birmingham            | Series 3  | 100 000 $ | Gazon (ext.)    | Anne Hobbs        | Rosie Casals Wendy Turnbull     | 6-3, 6-2      | Parcours |
| 3  | 14-03-1983 | Virginia Slims of Boston Boston     |           | 150 000 $ | Moquette (int.) | Ann Kiyomura      | Kathy Jordan Anne Smith         | 6-3, 6-1      | Parcours |
| 4  | 16-05-1983 | German Open Berlin                  |           | 150 000 $ | Terre (ext.)    | Anne Hobbs        | Claudia Kohde-Kilsch Eva Pfaff  | 6-4, 7-6      | Parcours |
| 5  | 22-08-1983 | Virginia Slims of New Jersey Mahwah |           | 125 000 $ | Dur (ext.)      | Sharon Walsh      | Rosalyn Fairbank Candy Reynolds | 4-6, 7-5, 6-3 | Parcours |
| 6  | 23-04-1990 | DHL Open Singapour                  | Tier IV   | 150 000 $ | Dur (ext.)      | Jill Hetherington | Pascale Paradis Catherine Suire | 6-4, 6-1      | Parcours |

### Finales en double dames
| No | Date       | Nom et lieu du tournoi                | Catégorie  | Dotation  | Surface         | Vainqueures                         | Partenaire         | Score         |          |
| -- | ---------- | ------------------------------------- | ---------- | --------- | --------------- | ----------------------------------- | ------------------ | ------------- | -------- |
| 1  | 10-01-1983 | Virginia Slims of Houston Houston     |            | 150 000 $ | Moquette (int.) | Martina Navrátilová Pam Shriver     | Barbara Potter     | 6-4, 6-3      | Parcours |
| 2  | 13-06-1983 | BMW Championships Eastbourne          |            | 150 000 $ | Gazon (ext.)    | Martina Navrátilová Pam Shriver     | Anne Hobbs         | 6-1, 6-0      | Parcours |
| 3  | 17-10-1983 | Daihatsu Challenge Brighton           |            | 150 000 $ | Moquette (int.) | Chris Evert Pam Shriver             | Ann Kiyomura       | 7-5, 6-4      | Parcours |
| 4  | 20-02-1984 | Computerland US Indoors Livingston    | VS Tour C3 | 150 000 $ | Moquette (int.) | Martina Navrátilová Pam Shriver     | Ann Kiyomura       | 6-4, 6-3      | Parcours |
| 5  | 27-02-1984 | Virginia Slims Championships New York | Masters    | 500 000 $ | Moquette (int.) | Martina Navrátilová Pam Shriver     | Ann Kiyomura       | 6-3, 6-1      | Parcours |
| 6  | 18-06-1984 | Eastbourne Championships Eastbourne   |            | 175 000 $ | Gazon (ext.)    | Martina Navrátilová Pam Shriver     | Ann Kiyomura       | 6-4, 6-2      | Parcours |
| 7  | 13-08-1984 | United Jersey Bank Mahwah             |            | 150 000 $ | Dur (ext.)      | Martina Navrátilová Pam Shriver     | Ann Kiyomura       | 7-6, 3-6, 6-2 | Parcours |
| 8  | 13-03-1989 | Virginia Slims of Florida Boca Raton  | Tier II    | 300 000 $ | Dur (ext.)      | Jana Novotná Helena Suková          | Mary Joe Fernández | 6-4, 6-2      | Parcours |
| 9  | 24-09-1990 | Volkswagen Grand Prix Leipzig         | Tier III   | 225 000 $ | Moquette (int.) | Lise Gregory Gretchen Magers        | Manon Bollegraf    | 6-2, 4-6, 6-3 | Parcours |
| 10 | 22-10-1990 | Midland Bank Championships Brighton   | Tier II    | 350 000 $ | Moquette (int.) | Helena Suková Nathalie Tauziat      | Natasha Zvereva    | 6-1, 6-4      | Parcours |
| 11 | 23-09-1991 | St. Petersburg Open Saint-Pétersbourg | Tier V     | 100 000 $ | Moquette (int.) | Elena Bryukhovets Natalia Medvedeva | Isabelle Demongeot | 7-5, 6-3      | Parcours |
| 12 | 15-02-1993 | Open Gaz de France Paris              | Tier II    | 375 000 $ | Moquette (int.) | Jana Novotná Andrea Strnadová       | Catherine Suire    | 7-6, 6-2      | Parcours |

### Titres en double mixte
| No | Date       | Nom et lieu du tournoi         | Catégorie | Dotation    | Surface      | Partenaire   | Finalistes                  | Score         |          |
| -- | ---------- | ------------------------------ | --------- | ----------- | ------------ | ------------ | --------------------------- | ------------- | -------- |
| 1  | 22-06-1987 | The Championships Wimbledon    | G. Chelem | 1 354 530 $ | Gazon (ext.) | Jeremy Bates | Nicole Provis Darren Cahill | 7-610, 6-3    | Parcours |
| 2  | 14-01-1991 | Ford Australian Open Melbourne | G. Chelem | 2 000 000 $ | Dur (ext.)   | Jeremy Bates | Robin White Scott Davis     | 2-6, 6-4, 6-4 | Parcours |

## Parcours en Grand Chelem

### En simple dames
| Année | Open d'Australie (janvier) | Open d'Australie (janvier) | Internationaux de France | Internationaux de France | Wimbledon       | Wimbledon           | US Open         | US Open           | Open d'Australie (décembre) | Open d'Australie (décembre) |
| ----- | -------------------------- | -------------------------- | ------------------------ | ------------------------ | --------------- | ------------------- | --------------- | ----------------- | --------------------------- | --------------------------- |
| 1977  | -                          | -                          | -                        | -                        | 1er tour (1/64) | Virginia Wade       | -               | -                 | -                           | -                           |
| 1978  | n/a                        | n/a                        | -                        | -                        | 1er tour (1/64) | Paula Smith         | -               | -                 | -                           | -                           |
| 1979  | n/a                        | n/a                        | -                        | -                        | 2e tour (1/32)  | Martina Navrátilová | -               | -                 | -                           | -                           |
| 1980  | n/a                        | n/a                        | 1er tour (1/32)          | Petra Delhees            | 1er tour (1/64) | Bettina Bunge       | -               | -                 | -                           | -                           |
| 1981  | n/a                        | n/a                        | 1er tour (1/64)          | Bettina Bunge            | 4e tour (1/8)   | Pam Shriver         | 4e tour (1/8)   | Barbara Gerken    | 3e tour (1/8)               | Pam Shriver                 |
| 1982  | n/a                        | n/a                        | 2e tour (1/32)           | Dana Gilbert             | 1er tour (1/64) | Virginia Wade       | 3e tour (1/16)  | Tracy Austin      | 3e tour (1/8)               | Eva Pfaff                   |
| 1983  | n/a                        | n/a                        | 1/2 finale               | Mima Jaušovec            | 3e tour (1/16)  | Eva Pfaff           | 1/2 finale      | Chris Evert       | 1/4 de finale               | Martina Navrátilová         |
| 1984  | n/a                        | n/a                        | 2e tour (1/32)           | Laura Arraya             | 1/4 de finale   | Hana Mandlíková     | 1er tour (1/64) | Anne Minter       | 2e tour (1/16)              | Pascale Paradis             |
| 1985  | n/a                        | n/a                        | 1er tour (1/64)          | Emmanuelle Derly         | 4e tour (1/8)   | Barbara Potter      | 1er tour (1/64) | Anne Hobbs        | 3e tour (1/8)               | C. Kohde-Kilsch             |
| 1986  | n/a                        | n/a                        | 1er tour (1/64)          | Anne Hobbs               | 3e tour (1/16)  | Dianne Balestrat    | 3e tour (1/16)  | C. Kohde-Kilsch   | n/a                         | n/a                         |
| 1987  | 4e tour (1/8)              | Pam Shriver                | 1er tour (1/64)          | Jana Novotná             | 3e tour (1/16)  | Helena Suková       | 2e tour (1/32)  | Hana Mandlíková   | n/a                         | n/a                         |
| 1988  | 2e tour (1/32)             | Catherine Tanvier          | 2e tour (1/32)           | Elna Reinach             | 2e tour (1/32)  | Rosalyn Fairbank    | 1er tour (1/64) | Susan Sloane      | n/a                         | n/a                         |
| 1989  | 3e tour (1/16)             | Raffaella Reggi            | 1er tour (1/64)          | Andrea Farley            | -               | -                   | 1er tour (1/64) | Kathy Rinaldi     | n/a                         | n/a                         |
| 1990  | 2e tour (1/32)             | Raffaella Reggi            | -                        | -                        | 1er tour (1/64) | Anke Huber          | 1er tour (1/64) | Helena Suková     | n/a                         | n/a                         |
| 1991  | 2e tour (1/32)             | Andrea Strnadová           | 1er tour (1/64)          | Sabine Hack              | 2e tour (1/32)  | Manon Bollegraf     | 4e tour (1/8)   | Jennifer Capriati | n/a                         | n/a                         |
| 1992  | 2e tour (1/32)             | Larisa Neiland             | 3e tour (1/16)           | Akiko Kijimuta           | 1er tour (1/64) | Linda Wild          | 1er tour (1/64) | Clare Wood        | n/a                         | n/a                         |
| 1993  | -                          | -                          | -                        | -                        | 1er tour (1/64) | Elizabeth Smylie    | 1er tour (1/64) | Karine Quentrec   | n/a                         | n/a                         |
| 1994  | -                          | -                          | -                        | -                        | 1er tour (1/64) | Anke Huber          | -               | -                 | n/a                         | n/a                         |
| 1995  | -                          | -                          | -                        | -                        | 2e tour (1/32)  | Jana Novotná        | -               | -                 | n/a                         | n/a                         |

À droite du résultat, l’ultime adversaire.

### En double dames
| Année | Open d'Australie (janvier)   | Open d'Australie (janvier) | Internationaux de France    | Internationaux de France   | Wimbledon                     | Wimbledon                  | US Open                       | US Open                     | Open d'Australie (décembre) | Open d'Australie (décembre) |
| ----- | ---------------------------- | -------------------------- | --------------------------- | -------------------------- | ----------------------------- | -------------------------- | ----------------------------- | --------------------------- | --------------------------- | --------------------------- |
| 1977  | -                            | -                          | -                           | -                          | 1er tour (1/32) Anne Hobbs    | Mima Jaušovec V. Ruzici    | -                             | -                           | -                           | -                           |
| 1979  | n/a                          | n/a                        | -                           | -                          | 3e tour (1/8) Debbie Jevans   | Mima Jaušovec V. Ruzici    | 2e tour (1/16) Debbie Jevans  | Ilana Kloss B. Stuart       | -                           | -                           |
| 1980  | n/a                          | n/a                        | 1er tour (1/16) S. Simmonds | Lele Forood B. Jordan      | 1er tour (1/32) Debbie Jevans | Sue Barker Ann Kiyomura    | -                             | -                           | -                           | -                           |
| 1981  | n/a                          | n/a                        | 3e tour (1/8) Debbie Jevans | Kathy Jordan Anne Smith    | 1er tour (1/32) Debbie Jevans | J. Russell V. Ruzici       | 3e tour (1/8) Anne Hobbs      | H. Mandlíková P. Teeguarden | 2e tour (1/8) Anne Hobbs    | Sue Barker Ann Kiyomura     |
| 1982  | n/a                          | n/a                        | 3e tour (1/8) Anne Hobbs    | Andrea Jaeger B. Nagelsen  | 2e tour (1/16) Anne Hobbs     | Navrátilová Pam Shriver    | 2e tour (1/16) A. Temesvári   | Ann Kiyomura Betty Stöve    | 2e tour (1/8) R. Fairbank   | C. Jolissaint M. Mesker     |
| 1983  | n/a                          | n/a                        | 1/2 finale Anne Hobbs       | R. Fairbank C. Reynolds    | 1/2 finale Anne Hobbs         | Navrátilová Pam Shriver    | 2e tour (1/16) Ann Kiyomura   | Sherry Acker Lele Forood    | 1/4 de finale Ann Kiyomura  | Anne Hobbs W. Turnbull      |
| 1984  | n/a                          | n/a                        | 3e tour (1/8) Anne Hobbs    | B. Jordan E. Sayers        | 1/2 finale Ann Kiyomura       | Navrátilová Pam Shriver    | 3e tour (1/8) Ann Kiyomura    | B. Nagelsen Anne White      | 2e tour (1/8) C. Tanvier    | Anne Minter E. Minter       |
| 1985  | n/a                          | n/a                        | -                           | -                          | 1/4 de finale Chris Evert     | Navrátilová Pam Shriver    | 2e tour (1/16) Steffi Graf    | G. Fernández Robin White    | 1/2 finale Anne Hobbs       | Navrátilová Pam Shriver     |
| 1986  | n/a                          | n/a                        | 2e tour (1/16) Anne Hobbs   | Jenny Byrne J. Thompson    | 1er tour (1/32) Anne Hobbs    | Elna Reinach M. Reinach    | 1er tour (1/32) Anne Hobbs    | Sandy Collins Virginia Wade | n/a                         | n/a                         |
| 1987  | 1/4 de finale Anne Hobbs     | Navrátilová Pam Shriver    | -                           | -                          | 1er tour (1/32) C. Tanvier    | P. Tarabini Neige Dias     | 1/4 de finale Sharon Walsh    | Kathy Jordan E. Smylie      | n/a                         | n/a                         |
| 1988  | 1er tour (1/32) Sharon Walsh | M. Lindström Alison Scott  | -                           | -                          | 3e tour (1/8) Sharon Walsh    | Lori McNeil B. Nagelsen    | 2e tour (1/16) Sharon Walsh   | Louise Field Julie Salmon   | n/a                         | n/a                         |
| 1989  | 1/4 de finale MJ Fernández   | Steffi Graf G. Sabatini    | 2e tour (1/16) MJ Fernández | Jo-Anne Faull R. McQuillan | -                             | -                          | 2e tour (1/16) Kathy Rinaldi  | Elise Burgin R. Fairbank    | n/a                         | n/a                         |
| 1990  | 1er tour (1/32) M. Bollegraf | C. MacGregor               | -                           | -                          | 2e tour (1/16) J. Richardson  | Jana Novotná Helena Suková | 1er tour (1/32) J. Richardson | A. Sánchez Robin White      | n/a                         | n/a                         |
| 1991  | 1er tour (1/32) Louise Field | Henricksson C. MacGregor   | -                           | -                          | 1er tour (1/32) I. Demongeot  | Gretchen Rush Robin White  | 1/4 de finale Yayuk Basuki    | Leila Meskhi Mercedes Paz   | n/a                         | n/a                         |
| 1992  | 2e tour (1/16) Yayuk Basuki  | MJ Fernández Zina Garrison | -                           | -                          | 2e tour (1/16) Yayuk Basuki   | Gretchen Rush Robin White  | 2e tour (1/16) Yayuk Basuki   | Navrátilová Pam Shriver     | n/a                         | n/a                         |
| 1993  | -                            | -                          | -                           | -                          | 2e tour (1/16) C. Suire       | M. Maleeva                 | 2e tour (1/16) G. Helgeson    | A. Coetzer Gorrochategui    | n/a                         | n/a                         |
| 1994  | -                            | -                          | -                           | -                          | 1er tour (1/32) Louise Field  | M. Jaggard M. Werdel       | -                             | -                           | n/a                         | n/a                         |
| 1995  | -                            | -                          | -                           | -                          | 2e tour (1/16) Clare Wood     | S. Appelmans M. Oremans    | -                             | -                           | n/a                         | n/a                         |

Sous le résultat, la partenaire ; à droite, l’ultime équipe adverse.

### En double mixte
| Année | Open d'Australie (janvier), | Open d'Australie (janvier), | Internationaux de France | Internationaux de France | Wimbledon                     | Wimbledon                   | US Open                       | US Open                   | Open d'Australie (décembre), | Open d'Australie (décembre), |
| ----- | --------------------------- | --------------------------- | ------------------------ | ------------------------ | ----------------------------- | --------------------------- | ----------------------------- | ------------------------- | ---------------------------- | ---------------------------- |
| 1978  | n/a                         | n/a                         | -                        | -                        | 1er tour (1/32) Chris Bradnam | Linda Mottram John Paish    | -                             | -                         | n/a                          | n/a                          |
| 1980  | n/a                         | n/a                         | -                        | -                        | 2e tour (1/16) Jeremy Dier    | J. Russell D. Ralston       | -                             | -                         | n/a                          | n/a                          |
| 1981  | n/a                         | n/a                         | -                        | -                        | 3e tour (1/8) Jeremy Bates    | Sherry Acker Cary Leeds     | -                             | -                         | n/a                          | n/a                          |
| 1982  | n/a                         | n/a                         | -                        | -                        | 2e tour (1/16) Jeremy Bates   | Betty Stöve Frew McMillan   | -                             | -                         | n/a                          | n/a                          |
| 1983  | n/a                         | n/a                         | -                        | -                        | 3e tour (1/8) Frew McMillan   | Pam Whytcross C. Johnstone  | -                             | -                         | n/a                          | n/a                          |
| 1985  | n/a                         | n/a                         | -                        | -                        | 1/4 de finale Steve Denton    | Navrátilová Paul McNamee    | -                             | -                         | n/a                          | n/a                          |
| 1986  | n/a                         | n/a                         | -                        | -                        | 1/4 de finale Jeremy Bates    | Navrátilová H. Günthardt    | -                             | -                         | n/a                          | n/a                          |
| 1987  | -                           | -                           | -                        | -                        | Victoire Jeremy Bates         | Nicole Provis Darren Cahill | -                             | -                         | n/a                          | n/a                          |
| 1988  | -                           | -                           | -                        | -                        | 2e tour (1/16) Jeremy Bates   | Elna Reinach Eddie Edwards  | -                             | -                         | n/a                          | n/a                          |
| 1989  | -                           | -                           | -                        | -                        | -                             | -                           | 1er tour (1/16) Laurie Warder | B. Nagelsen R. Båthman    | n/a                          | n/a                          |
| 1990  | 1/2 finale Laurie Warder    | N. Zvereva Jim Pugh         | -                        | -                        | 1/4 de finale Jeremy Bates    | E. Smylie J. Fitzgerald     | -                             | -                         | n/a                          | n/a                          |
| 1991  | Victoire Jeremy Bates       | Robin White Scott Davis     | -                        | -                        | 3e tour (1/8) Jeremy Bates    | N. Zvereva Jim Pugh         | 1/2 finale Laurie Warder      | A. Sánchez E. Sánchez     | n/a                          | n/a                          |
| 1992  | 1/4 de finale Jeremy Bates  | Robin White Scott Davis     | -                        | -                        | 3e tour (1/8) Jeremy Bates    | M. Bollegraf Tom Nijssen    | 1er tour (1/16) Laurie Warder | Lori McNeil Bryan Shelton | n/a                          | n/a                          |
| 1993  | -                           | -                           | -                        | -                        | 1/4 de finale Jeremy Bates    | A. Sánchez T. Woodbridge    | -                             | -                         | n/a                          | n/a                          |
| 1994  | -                           | -                           | -                        | -                        | 2e tour (1/16) Jeremy Bates   | Lori McNeil T. Middleton    | -                             | -                         | n/a                          | n/a                          |
| 1995  | -                           | -                           | -                        | -                        | 2e tour (1/16) Jeremy Bates   | C. Barclay A. Florent       | -                             | -                         | n/a                          | n/a                          |

Sous le résultat, le partenaire ; à droite, l’ultime équipe adverse.

## Parcours aux Masters

### En simple dames
| # | Date       | Nom de l'édition                      | ($)     | Surface         | Résultat       | Ultime adversaire | Score    |          |
| - | ---------- | ------------------------------------- | ------- | --------------- | -------------- | ----------------- | -------- | -------- |
| 1 | 27/02/1984 | Virginia Slims Championships New York | 500 000 | Moquette (int.) | 1er tour (1/8) | Helena Suková     | 7-6, 7-6 | Parcours |

### En double dames
| # | Date       | Nom de l'édition                      | ($)     | Surface         | Résultat      | Partenaire   | Ultimes adversaires             | Score         |          |
| - | ---------- | ------------------------------------- | ------- | --------------- | ------------- | ------------ | ------------------------------- | ------------- | -------- |
| 1 | 27/02/1984 | Virginia Slims Championships New York | 500 000 | Moquette (int.) | Finale        | Ann Kiyomura | Martina Navrátilová Pam Shriver | 6-3, 6-1      | Parcours |
| 2 | 18/03/1985 | Virginia Slims Championships New York | 500 000 | Moquette (int.) | 1/4 de finale | Ann Kiyomura | Barbara Potter Sharon Walsh     | 3-6, 7-6, 7-6 | Parcours |

## Parcours en Coupe de la Fédération
| #                                                                                      | Date       | Lieu        | Surface                    | Gagnante(s)                        | Perdante(s)                        | Score          |          |
|                                                                                        |            |             |                            |                                    |                                    |                |          |
| 1981 - 1er tour (groupe mondial) - Grande-Bretagne - Belgique - 3 : 0                  |            |             |                            |                                    |                                    |                |          |
| 1                                                                                      | 09/11/1981 | Tokyo       | Terre (ext.)               | Jo Durie                           | Ann Gabriel                        | 5-7, 6-3, 6-3  | Parcours |
| 1                                                                                      | 09/11/1981 | Tokyo       | Terre (ext.)               | Sue Barker Jo Durie                | Marion De Witte Marlene de Wouters | 6-3, 6-3       | Parcours |
|                                                                                        |            |             |                            |                                    |                                    |                |          |
| 1981 - Finale (groupe mondial) - États-Unis - Grande-Bretagne - 3 : 0                  |            |             |                            |                                    |                                    |                |          |
| 2                                                                                      | 09/11/1981 | Tokyo       | Terre (ext.)               | Rosie Casals Kathy Jordan          | Virginia Wade Jo Durie             | 6-4, 7-5       | Parcours |
|                                                                                        |            |             |                            |                                    |                                    |                |          |
| 1982 - 1er tour (groupe mondial) - Italie - Grande-Bretagne - 1 : 2                    |            |             |                            |                                    |                                    |                |          |
| 3                                                                                      | 19/07/1982 | Santa Clara | Dur (ext.)                 | Sabina Simmonds                    | Jo Durie                           | 4-6, 7-6, 6-1  | Parcours |
| 3                                                                                      | 19/07/1982 | Santa Clara | Dur (ext.)                 | Jo Durie Anne Hobbs                | Patrizia Murgo Sabina Simmonds     | 6-4, 6-3       | Parcours |
|                                                                                        |            |             |                            |                                    |                                    |                |          |
| 1982 - 2e tour (groupe mondial) - Israël - Grande-Bretagne - 0 : 3                     |            |             |                            |                                    |                                    |                |          |
| 4                                                                                      | 19/07/1982 | Santa Clara | Dur (ext.)                 | Jo Durie                           | Rafeket Binyamini                  | 6-4, 6-2       | Parcours |
|                                                                                        |            |             |                            |                                    |                                    |                |          |
| 1982 - 1/4 de finale (groupe mondial) - Tchécoslovaquie - Grande-Bretagne - 2 : 1      |            |             |                            |                                    |                                    |                |          |
| 5                                                                                      | 19/07/1982 | Santa Clara | Dur (ext.)                 | Helena Suková                      | Jo Durie                           | 6-3, 6-2       | Parcours |
| 5                                                                                      | 19/07/1982 | Santa Clara | Dur (ext.)                 | Jo Durie Anne Hobbs                | Iva Budařová Helena Suková         | 6-2, 4-6, 6-3  | Parcours |
|                                                                                        |            |             |                            |                                    |                                    |                |          |
| 1983 - 1er tour (groupe mondial) - Grande-Bretagne - Luxembourg - 3 : 0                |            |             |                            |                                    |                                    |                |          |
| 6                                                                                      | 18/07/1983 | Zurich      | Terre (ext.)               | Jo Durie                           | Simone Wolter                      | 6-2, 6-0       | Parcours |
| 6                                                                                      | 18/07/1983 | Zurich      | Terre (ext.)               | Jo Durie Anne Hobbs                | Ginette Huberty Simone Wolter      | 6-0, 6-0       | Parcours |
|                                                                                        |            |             |                            |                                    |                                    |                |          |
| 1983 - 2e tour (groupe mondial) - Grande-Bretagne - Brésil - 3 : 0                     |            |             |                            |                                    |                                    |                |          |
| 7                                                                                      | 18/07/1983 | Zurich      | Terre (ext.)               | Jo Durie                           | Pat Medrado                        | 6-4, 6-4       | Parcours |
| 7                                                                                      | 18/07/1983 | Zurich      | Terre (ext.)               | Jo Durie Anne Hobbs                | Pat Medrado Cláudia Monteiro       | 6-3, 6-2       | Parcours |
|                                                                                        |            |             |                            |                                    |                                    |                |          |
| 1983 - 1/4 de finale (groupe mondial) - Grande-Bretagne - Allemagne de l'Ouest - 1 : 2 |            |             |                            |                                    |                                    |                |          |
| 8                                                                                      | 18/07/1983 | Zurich      | Terre (ext.)               | Bettina Bunge                      | Jo Durie                           | 6-3, 6-4       | Parcours |
| 8                                                                                      | 18/07/1983 | Zurich      | Terre (ext.)               | Jo Durie Anne Hobbs                | Bettina Bunge Eva Pfaff            | 3-6, 6-4, 10-8 | Parcours |
|                                                                                        |            |             |                            |                                    |                                    |                |          |
| 1984 - 1er tour (groupe mondial) - Bulgarie - Grande-Bretagne - 3 : 0                  |            |             |                            |                                    |                                    |                |          |
| 9                                                                                      | 16/07/1984 | São Paulo   | Terre (ext.)               | Manuela Maleeva                    | Jo Durie                           | 6-4, 4-6, 6-4  | Parcours |
|                                                                                        |            |             |                            |                                    |                                    |                |          |
| 1985 - 1er tour (groupe mondial) - Allemagne de l'Ouest - Grande-Bretagne - 0 : 3      |            |             |                            |                                    |                                    |                |          |
| 10                                                                                     | 08/10/1985 | Nagoya      | Dur (ext.)                 | Jo Durie                           | Petra Keppeler                     | 6-4, 6-0       | Parcours |
| 10                                                                                     | 08/10/1985 | Nagoya      | Dur (ext.)                 | Jo Durie Anne Hobbs                | Andrea Betzner Petra Keppeler      | 6-4, 3-6, 6-1  | Parcours |
|                                                                                        |            |             |                            |                                    |                                    |                |          |
| 1985 - 2e tour (groupe mondial) - Japon - Grande-Bretagne - 1 : 2                      |            |             |                            |                                    |                                    |                |          |
| 11                                                                                     | 08/10/1985 | Nagoya      | Dur (ext.)                 | Jo Durie Anne Hobbs                | Etsuko Inoue Masako Yanagi         | 6-72, 6-3, 6-2 | Parcours |
|                                                                                        |            |             |                            |                                    |                                    |                |          |
| 1985 - 1/4 de finale (groupe mondial) - Bulgarie - Grande-Bretagne - 2 : 1             |            |             |                            |                                    |                                    |                |          |
| 12                                                                                     | 08/10/1985 | Nagoya      | Dur (ext.)                 | Katerina Maleeva                   | Jo Durie                           | 6-2, 4-6, 8-6  | Parcours |
| 12                                                                                     | 08/10/1985 | Nagoya      | Dur (ext.)                 | Jo Durie Anne Hobbs                | Katerina Maleeva Manuela Maleeva   | 5-4, ab.       | Parcours |
|                                                                                        |            |             |                            |                                    |                                    |                |          |
| 1986 - 1er tour (groupe mondial) - Grande-Bretagne - Danemark - 0 : 3                  |            |             |                            |                                    |                                    |                |          |
| 13                                                                                     | 22/07/1986 | Prague      | Terre (ext.)               | Tine Scheuer-Larsen                | Jo Durie                           | 6-3, 6-1       | Parcours |
| 13                                                                                     | 22/07/1986 | Prague      | Terre (ext.)               | Anne Moller Tine Scheuer-Larsen    | Jo Durie Anne Hobbs                | 6-2, 7-61      | Parcours |
|                                                                                        |            |             |                            |                                    |                                    |                |          |
| 1987 - 1er tour (groupe mondial) - Grande-Bretagne - Chili - 3 : 0                     |            |             |                            |                                    |                                    |                |          |
| 14                                                                                     | 28/07/1987 | Vancouver   |                            | Jo Durie                           | Macarena Miranda                   | 6-2, 6-1       | Parcours |
| 14                                                                                     | 28/07/1987 | Vancouver   | Jo Durie Anne Hobbs        | Carolina Espinoza Macarena Miranda | 6-1, 6-0                           |                | Parcours |
|                                                                                        |            |             |                            |                                    |                                    |                |          |
| 1987 - 2e tour (groupe mondial) - Grande-Bretagne - Italie - 2 : 1                     |            |             |                            |                                    |                                    |                |          |
| 15                                                                                     | 28/07/1987 | Vancouver   |                            | Raffaella Reggi                    | Jo Durie                           | 7-5, 6-4       | Parcours |
| 15                                                                                     | 28/07/1987 | Vancouver   | Jo Durie Anne Hobbs        | Sandra Cecchini Raffaella Reggi    | 6-7, 7-5, 6-4                      |                | Parcours |
|                                                                                        |            |             |                            |                                    |                                    |                |          |
| 1987 - 1/4 de finale (groupe mondial) - États-Unis - Grande-Bretagne - 3 : 0           |            |             |                            |                                    |                                    |                |          |
| 16                                                                                     | 28/07/1987 | Vancouver   |                            | Chris Evert                        | Jo Durie                           | 6-3, 6-1       | Parcours |
| 16                                                                                     | 28/07/1987 | Vancouver   | Elise Burgin Zina Garrison | Jo Durie Anne Hobbs                | 7-5, 7-5                           |                | Parcours |
|                                                                                        |            |             |                            |                                    |                                    |                |          |
| 1989 - 1er tour (groupe mondial) - Indonésie - Grande-Bretagne - 0 : 3                 |            |             |                            |                                    |                                    |                |          |
| 17                                                                                     | 03/10/1989 | Tokyo       | Dur (ext.)                 | Jo Durie                           | Yayuk Basuki                       | 6-2, 7-65      | Parcours |
| 17                                                                                     | 03/10/1989 | Tokyo       | Dur (ext.)                 | Jo Durie Anne Hobbs                | Suzanna Wibowo Yayuk Basuki        | 7-5, 6-3       | Parcours |
|                                                                                        |            |             |                            |                                    |                                    |                |          |
| 1989 - 2e tour (groupe mondial) - Grande-Bretagne - Autriche - 1 : 2                   |            |             |                            |                                    |                                    |                |          |
| 18                                                                                     | 03/10/1989 | Tokyo       | Dur (ext.)                 | Barbara Paulus                     | Jo Durie                           | 2-6, 6-4, 6-3  | Parcours |
| 18                                                                                     | 03/10/1989 | Tokyo       | Dur (ext.)                 | Jo Durie Anne Hobbs                | Barbara Paulus Petra Ritter        | 3-6, 7-63, 6-3 | Parcours |
|                                                                                        |            |             |                            |                                    |                                    |                |          |
| 1990 - 1er tour (groupe mondial) - République dominicaine - Grande-Bretagne - 0 : 3    |            |             |                            |                                    |                                    |                |          |
| 19                                                                                     | 23/07/1990 | Atlanta     | Dur (ext.)                 | Jo Durie Clare Wood                | Madeline Sanchez Joelle Schad      | 6-2, 6-0       | Parcours |
|                                                                                        |            |             |                            |                                    |                                    |                |          |
| 1990 - 2e tour (groupe mondial) - Grande-Bretagne - Italie - 2 : 1                     |            |             |                            |                                    |                                    |                |          |
| 20                                                                                     | 23/07/1990 | Atlanta     | Dur (ext.)                 | Jo Durie Clare Wood                | Laura Golarsa Raffaella Reggi      | 6-4, 6-1       | Parcours |
|                                                                                        |            |             |                            |                                    |                                    |                |          |
| 1990 - 1/4 de finale (groupe mondial) - Autriche - Grande-Bretagne - 2 : 1             |            |             |                            |                                    |                                    |                |          |
| 21                                                                                     | 23/07/1990 | Atlanta     | Dur (ext.)                 | Barbara Paulus                     | Jo Durie                           | 7-63, 5-7, 6-4 | Parcours |
| 21                                                                                     | 23/07/1990 | Atlanta     | Dur (ext.)                 | Jo Durie Clare Wood                | Barbara Paulus Beate Reinstadler   | 5-2, ab.       | Parcours |
|                                                                                        |            |             |                            |                                    |                                    |                |          |
| 1991 - 2e tour (groupe mondial) - Grande-Bretagne - Italie - 0 : 2                     |            |             |                            |                                    |                                    |                |          |
| 22                                                                                     | 24/07/1991 | Nottingham  |                            | Sandra Cecchini                    | Jo Durie                           | 7-5, 6-4       | Parcours |
|                                                                                        |            |             |                            |                                    |                                    |                |          |
| 1992 - 1er tour (groupe mondial) - Grande-Bretagne - États-Unis - 0 : 3                |            |             |                            |                                    |                                    |                |          |
| 23                                                                                     | 13/07/1992 | Francfort   | Terre (ext.)               | Lori McNeil                        | Jo Durie                           | 7-5, 6-3       | Parcours |
| 23                                                                                     | 13/07/1992 | Francfort   | Terre (ext.)               | Debbie Graham Pam Shriver          | Jo Durie Clare Wood                | 6-4, 7-66      | Parcours |
|                                                                                        |            |             |                            |                                    |                                    |                |          |
| 1992 - Barrage (groupe mondial I) - Chili - Grande-Bretagne - 0 : 3                    |            |             |                            |                                    |                                    |                |          |
| 24                                                                                     | 15/07/1992 | Francfort   | Terre (ext.)               | Jo Durie                           | Paula Cabezas                      | 6-75, 6-0, 6-1 | Parcours |
|                                                                                        |            |             |                            |                                    |                                    |                |          |
| 1992 - Barrage (groupe mondial I) - Finlande - Grande-Bretagne - 2 : 1                 |            |             |                            |                                    |                                    |                |          |
| 25                                                                                     | 17/07/1992 | Francfort   | Terre (ext.)               | Petra Thoren                       | Jo Durie                           | 6-3, 7-5       | Parcours |
|                                                                                        |            |             |                            |                                    |                                    |                |          |
| 1993 - 1er tour (groupe mondial) - Espagne - Grande-Bretagne - 3 : 0                   |            |             |                            |                                    |                                    |                |          |
| 26                                                                                     | 20/07/1993 | Francfort   | Terre (ext.)               | Conchita Martínez                  | Jo Durie                           | 6-2, 6-1       | Parcours |
| 26                                                                                     | 20/07/1993 | Francfort   | Terre (ext.)               | Conchita Martínez Arantxa Sánchez  | Jo Durie Clare Wood                | 6-1, 4-6, 6-1  | Parcours |
|                                                                                        |            |             |                            |                                    |                                    |                |          |
| 1993 - Barrage (groupe mondial I) - Grande-Bretagne - Pologne - 1 : 2                  |            |             |                            |                                    |                                    |                |          |
| 27                                                                                     | 22/07/1993 | Francfort   | Terre (ext.)               | Magdalena Feistel                  | Jo Durie                           | 2-6, 7-5, ab.  | Parcours |

## Classements WTA

### En simple
| Année | 1983 | 1986 | 1988 | 1989 | 1990 | 1991 | 1992 | 1993 | 1994 | 1995 |
| Rang  | 13   | 24   | 60   | 117  | 65   | 62   | 59   | 191  | 343  | 282  |

Source : (en) « Classements de Jo Durie », sur le site officiel du WTA Tour